# Lucenay-lès-Aix
Lucenay-lès-Aix és un municipi francès, situat al departament del Nièvre i a la regió de Borgonya - Franc Comtat. L'any 2007 tenia 1.050 habitants.

## Demografia

### Població
El 2007 la població de fet de Lucenay-lès-Aix era de 1.050 persones. Hi havia 456 famílies, de les quals 156 eren unipersonals (72 homes vivint sols i 84 dones vivint soles), 128 parelles sense fills, 128 parelles amb fills i 44 famílies monoparentals amb fills.
La població ha evolucionat segons el següent gràfic:
Habitants censats

### Habitatges
El 2007 hi havia 605 habitatges, 474 eren l'habitatge principal de la família, 94 eren segones residències i 37 estaven desocupats. 585 eren cases i 19 eren apartaments. Dels 474 habitatges principals, 317 estaven ocupats pels seus propietaris, 141 estaven llogats i ocupats pels llogaters i 16 estaven cedits a títol gratuït; 3 tenien una cambra, 22 en tenien dues, 101 en tenien tres, 147 en tenien quatre i 201 en tenien cinc o més. 358 habitatges disposaven pel capbaix d'una plaça de pàrquing. A 225 habitatges hi havia un automòbil i a 183 n'hi havia dos o més.

### Piràmide de població
La piràmide de població per edats i sexe el 2009 era:
| Homes | Edats   | Dones |
| ----- | ------- | ----- |
| 4     | 95 o +  | 0     |
| 4     | 90 a 94 | 16    |
| 8     | 85 a 89 | 20    |
| 16    | 80 a 84 | 8     |
| 40    | 75 a 79 | 32    |
| 28    | 70 a 74 | 40    |
| 36    | 65 a 69 | 52    |
| 20    | 60 a 64 | 24    |
| 28    | 55 a 59 | 16    |
| 56    | 50 a 54 | 40    |
| 24    | 45 a 49 | 32    |
| 28    | 40 a 44 | 40    |
| 28    | 35 a 39 | 4     |
| 52    | 30 a 34 | 40    |
| 20    | 25 a 29 | 48    |
| 24    | 20 a 24 | 36    |
| 20    | 15 a 19 | 24    |
| 4     | 10 a 14 | 16    |
| 16    | 5 a 9   | 16    |
| 28    | 0 a 4   | 28    |

## Economia
El 2007 la població en edat de treballar era de 613 persones, 435 eren actives i 178 eren inactives. De les 435 persones actives 400 estaven ocupades (223 homes i 177 dones) i 35 estaven aturades (6 homes i 29 dones). De les 178 persones inactives 75 estaven jubilades, 34 estaven estudiant i 69 estaven classificades com a «altres inactius».

### Ingressos
El 2009 a Lucenay-lès-Aix hi havia 482 unitats fiscals que integraven 1.061 persones, la mediana anual d'ingressos fiscals per persona era de 15.131 €.

### Activitats econòmiques
Dels 43 establiments que hi havia el 2007, 3 eren d'empreses alimentàries, 2 d'empreses de fabricació d'altres productes industrials, 10 d'empreses de construcció, 8 d'empreses de comerç i reparació d'automòbils, 2 d'empreses de transport, 3 d'empreses d'hostatgeria i restauració, 1 d'una empresa financera, 1 d'una empresa immobiliària, 5 d'empreses de serveis, 7 d'entitats de l'administració pública i 1 d'una empresa classificada com a «altres activitats de serveis».
Dels 16 establiments de servei als particulars que hi havia el 2009, 1 era una oficina de correu, 1 una oficina bancària, 1 taller de reparació d'automòbils i de material agrícola, 3 paletes, 1 guixaire pintor, 1 fusteria, 1 lampisteria, 2 electricistes, 1 empresa de construcció, 1 perruqueria, 1 veterinari i 2 restaurants.
Dels 6 establiments comercials que hi havia el 2009, 1 era una botiga de més de 120 m², 2 fleques, 1 una fleca, 1 una peixateria i 1 una botiga de material de revestiment de parets i terra.
L'any 2000 a Lucenay-lès-Aix hi havia 55 explotacions agrícoles que ocupaven un total de 4.956 hectàrees.

## Equipaments sanitaris i escolars
El 2009 hi havia 1 centre de salut i 1 farmàcia.
El 2009 hi havia una escola elemental.

## Poblacions més properes
El següent diagrama mostra les poblacions més properes.